# Bitwa pod Wolą Wodyńską
Bitwa pod Wolą Wodyńską – bitwa kampanii wrześniowej stoczona w dniach 13–14 września 1939 roku.

## Przed bitwą
1 Dywizja Piechoty Legionów pod naciskiem sił nieprzyjaciela wycofywała się od północy. Jej dowódca, gen. bryg. Wincenty Kowalski miał zamiar przedostać dywizję do Jagodnego, skąd przedrzeć się do oblężonej Warszawy. Po drodze jednak dywizja natrafiła niemiecką Dywizję Pancerną Kempf, tocząc z nią walki w pobliżu Woli Wodyńskiej. Trwało to do 13 września, kiedy to Niemcy zdobyli Wolę Wodyńską, szykując zarazem zasadzkę na podążających w tę stronę Polaków. Przygotowano stanowiska CKM oraz innej broni i czekano na nadejście polskich oddziałów.

## Bitwa
Gdy około godziny 4:00-5:00 rano 6 pułk piechoty Legionów znalazł się w rejonie Woli Wodyńskiej, lecz zwiad (prawdopodobnie ze zmęczenia) zaniechał sprawdzenia co się dzieje za pagórkiem (co mogła być przyczyną porażki Polaków w tej bitwie). Zamiast tego zapytali miejscowego młynarza, czy w rejonie są Niemcy i otrzymali błędną odpowiedź, że nie (co też miało wpływ na dalszy przebieg walki). W chwili, gdy pułk przeszedł przez wzgórze i znalazł się w dolinie, rozpoczął się ostrzał Niemców trwający 15–30 minut, który spowodował rozbicie jednej z kompanii oraz spowodował odwrót resztek batalionu i plutonu artylerii. Pozostałe jednostki polskie przeprowadziły nieudane natarcie na oddziału niemieckie, powodując jeszcze większe straty po obu stronach. Walki trwały do popołudnia 14 września.

## Pamięć
Pomimo dużej liczby ofiar, bitwa pod Wolą Wodyńską pozostaje dziś stosunkowo mało znana. Przypomina o niej cmentarz utworzony trzy dni po bitwie z poległymi w przytłaczającej ilości żołnierzami polskimi, którzy zostali zaskoczeni przez pułapkę wroga. Co roku odbywają się tam uroczystości rocznicowe bitwy.